# Ozius
Ozius is een geslacht van kreeftachtigen uit de klasse van de Malacostraca (hogere kreeftachtigen).

## Soorten
- Ozius deplanatus (White, 1847)
- Ozius granulosus de Man, 1879
- Ozius guttatus H. Milne Edwards, 1834
- Ozius hawaiiensis Rathbun, 1902
- Ozius lobatus Heller, 1865
- Ozius perlatus Stimpson, 1860
- Ozius reticulatus (Desbonne, in Desbonne & Schramm, 1867)
- Ozius rugulosus Stimpson, 1858
- Ozius tricarinatus Rathbun, 1907
- Ozius truncatus H. Milne Edwards, 1834
- Ozius tuberculosus H. Milne Edwards, 1834
- Ozius verreauxii Saussure, 1853